# Saltonia incerta
Saltonia incerta är en spindelart som först beskrevs av Banks 1898.  Saltonia incerta ingår i släktet Saltonia och familjen kardarspindlar. Inga underarter finns listade i Catalogue of Life.